# Divizia A 1981-1982
La Divizia A 1981-1982 è stata la 64ª edizione della massima serie del campionato di calcio rumeno, disputato tra il 8 agosto 1981 e il 12 giugno 1982 e concluso con la vittoria finale della Dinamo București, al suo decimo titolo.
Capocannoniere del torneo fu Anghel Iordănescu (Steaua București), con 20 reti.

## Formula
Le squadre partecipanti furono 18 e disputarono un turno di andata e ritorno per un totale di trentaquattro partite.
Le ultime tre classificate retrocedettero in Divizia B.
Le qualificate alle coppe europee furono quattro: la vincente alla coppa dei Campioni 1982-1983, seconda e terza alla Coppa UEFA 1982-1983 e la vincente della coppa di Romania alla coppa delle Coppe 1982-1983.

## Classifica finale
|    | Classifica            | G  | V  | N  | P  | GF | GS | Dif | Pt |
| -- | --------------------- | -- | -- | -- | -- | -- | -- | --- | -- |
| 1  | Dinamo București      | 34 | 20 | 7  | 7  | 62 | 31 | +31 | 47 |
| 2  | Universitatea Craiova | 34 | 20 | 5  | 9  | 67 | 28 | +39 | 45 |
| 3  | Corvinul Hunedoara    | 34 | 15 | 9  | 10 | 64 | 42 | +22 | 39 |
| 4  | FC Olt Scornicești    | 34 | 17 | 5  | 12 | 48 | 41 | +7  | 39 |
| 5  | Sportul Studențesc    | 34 | 12 | 14 | 8  | 36 | 36 | 0   | 38 |
| 6  | Steaua București      | 34 | 14 | 9  | 11 | 41 | 33 | +8  | 37 |
| 7  | SC Bacău              | 34 | 11 | 11 | 12 | 40 | 47 | -7  | 33 |
| 8  | Chimia Râmnicu-Vâlcea | 34 | 12 | 9  | 13 | 37 | 48 | -11 | 33 |
| 9  | CS Târgoviște         | 34 | 12 | 9  | 13 | 30 | 43 | -13 | 33 |
| 10 | FC Argeș Pitești      | 34 | 11 | 10 | 13 | 36 | 34 | +2  | 32 |
| 11 | Politehnica Timișoara | 34 | 12 | 8  | 14 | 40 | 41 | -1  | 32 |
| 12 | Jiul Petroșani        | 34 | 11 | 10 | 13 | 40 | 43 | -3  | 32 |
| 13 | FCM Brașov            | 34 | 14 | 6  | 15 | 31 | 40 | -9  | 32 |
| 14 | FC Constanța          | 34 | 10 | 11 | 13 | 38 | 46 | -8  | 31 |
| 15 | ASA Târgu Mureș       | 34 | 13 | 4  | 17 | 45 | 47 | -2  | 30 |
| 16 | U Cluj                | 34 | 11 | 8  | 15 | 34 | 49 | -15 | 30 |
| 17 | UTA Arad              | 34 | 10 | 9  | 15 | 33 | 40 | -7  | 29 |
| 18 | Progresul București   | 34 | 7  | 6  | 21 | 29 | 62 | -31 | 20 |

### Verdetti
- Dinamo București Campione di Romania 1981-82.
- U Cluj, UTA Arad e Progresul București retrocesse in Divizia B.

### Qualificazioni alle Coppe europee
- Coppa dei Campioni 1982-1983: Dinamo București qualificato.
- Coppa UEFA 1982-1983: Corvinul Hunedoara e Universitatea Craiova qualificate.